# Віллафранка-П'ємонте
Віллафранка-П'ємонте (італ. Villafranca Piemonte, п'єм. Vilafranca) — муніципалітет в Італії, у регіоні П'ємонт,  метрополійне місто Турин.
Віллафранка-П'ємонте розташована на відстані близько 520 км на північний захід від Рима, 36 км на південний захід від Турина.
Населення — 4764 особи (2014).
Щорічний фестиваль відбувається останньої неділі вересня. Покровитель — Angeli Custodi.

## Демографія
Населення за роками:

Станом на 1 січня 2023 року в муніципалітеті офіційно проживало 369 іноземців з 39 країн, серед них 188 громадян країн Євросоюзу та 8 громадян України.

## Сусідні муніципалітети
- Бардже
- Карде
- Кавур
- Фауле
- Моретта
- Панкальєрі
- Вігоне